# Glay (banda)
Glay (グレイ Gurei?) es una banda de rock/pop, originaria de Hakodate, Hokkaido (Japón), formada en 1988 por el guitarrista Takuro y el vocalista Teru mientras estudiaban en la escuela secundaria. Glay compone principalmente canciones de los géneros de rock y pop, pero también ha compuesto canciones con elementos de diferentes estilos, como el reggae, el ska y el gospel. En 2008 la banda había vendido unas 28 millones de copias de sus 43 singles y 23 millones de copias de sus catorce álbumes. A partir de agosto de 2010, Glay ha vendido alrededor de 37,5 millones en Japón, colocándolo como el séptimo artista más vendido de todos los tiempos en ese país, según un ranking presentado en la estación de televisión de Music Station, con datos de las listas de Oricon.

## Historia

### Pre-major era
Glay comenzó en 1988, como una banda de la escuela secundaria. En ese momento, Takuro (guitarrista, pianista, corista y compositor principal) le preguntó a su compañero de clase Teru (actual cantante y guitarrista ocasional) si quería ser el baterista de su banda. Ellos ya habían encontrado un bajista, pero tenían dificultad para encontrar cantante. Cuando Teru hizo una cinta de su canto y se lo dio a Takuro, él quedó fascinado y pensó que Teru debía ser el vocalista, cosa que le comentó y él aceptó el cargo dejando la batería libre.
Sobre la búsqueda para un segundo guitarrista, pidieron a Hisashi (otro chico de Hakodate) unirse, pero él rechazó la oferta, porque ya era parte de un conocido grupo punk/rock llamado Ari, que satisfacía sus gustos musicales de mejor forma de lo que le proponían Takuro y Teru. Pero finalmente Hisashi terminó por aceptar después de que Ari se disolvió y así se hizo el guitarrista de Glay.
En el momento de la graduación de Takuro y Teru, Glay disfrutaba de cierta popularidad en su ciudad natal de Hakodate y llenaba los conciertos en vivo. Después de graduarse de la secundaria, Hisashi, en 1990, los tres se trasladaron a Tokio para tratar de ampliar aún más su carrera musical. El bajista y el baterista decidieron quedarse en Hakodate y así la banda quedó diezmada.
En Tokio, encontraron una situación completamente diferente: a pesar de que habían sido relativamente populares en su ciudad natal no fue fácil iniciar carrera en la ciudad capital de Japón por su cuenta. Sus conciertos atraían pocas personas, y a veces nada en absoluto, y en muchos locales y disquerias no los aceptaban para tocar en vivo porque no encajaban bien en cualquiera de las categorías de rock o pop, debido a su diversidad y amplitud musical. La banda tuvo que conciliar su carrera musical con los empleos a tiempo y se enfrentó a problemas de financiación durante sus primeros años en Tokio.
Durante este tiempo, los miembros (especialmente bateristas) iban y venían constantemente, llegando a cambiar tres bateristas en menos de un año. Al salirse su bajista, Takuro sabía que Jiro que también era de Hakodate y había tocado con la banda indie Pierrot, diferente de la ahora, (disuelta banda de rock japonés Pierrot, que sí gozó de popularidad), se había mudado a Tokio y lo invitaron a unirse a Glay. Pero él también rechazó la oferta, insistiendo en que ya estaba en la dirección musical correcta para él. No fue sino hasta un solo show que Takuro le pidió que tocara para reemplazar a su bajista que decidió irse. A raíz de ese espectáculo, Jiro siguió recibiendo invitaciones para tocar con Glay y eventualmente se convirtió en el bajista oficial de Glay, finalizando como el cuarto miembro oficial.
Entonces comenzaron a promover a la banda repartiendo volantes en la calle y regalando cintas demos. Finalmente se volvieron más conocidos en el circuito de Tokio y empezaron a obtener mayor concurrencia en sus shows. Durante un programa de TV en octubre de 1993, Yoshiki, baterista y pianista de X Japan, fue a verlos y les ofreció un contrato para su sello Extasy Records. En 1994, él les produjo su single debut "Rain" y así su primer álbum Hai to Diamond salió a la venta.

### 1995-2000
Después de su debut, Glay regularmente se hizo cada vez más popular y nunca más paró. Su 4º single "Freeze my Love" ingresó al Top 20 de Oricon, debutando en el puesto #19. Dos meses más tarde, su segundo álbum, Speed Pop, alcanzó su punto máximo en el #8. Su primer éxito #1 fue en 1996 con el tercer álbum Beat Out!, que fue marcado como un punto de inflexión en la carrera de Glay, inclusive por ellos mismos en sus retrospectivas.
Más tarde, Beloved fue su primer álbum que vendió más de 1 millón de copias.
En septiembre de 1996, Glay realizó el concierto final del Beat Out Tour! en el Dome Tour de Budokan, su primer concierto en ese clásico lugar, lo cual representó para ellos un sueño hecho realidad. En agosto de 1997, su 12do single, "However", estuvo dos semanas en el #1 y, después de que fue desplazado por "Eien" (single de Zard) durante solamente una semana, volvió a la posición superior durante otras tres semanas.
Desde entonces, Glay ha producido varios singles, la mayoría de ellos llegando al #1 en las listas. En el período comprendido entre 1997 y 2000, Glay ha vendido más de seis millones de copias solamente en singles, siendo el tercer artista con más ventas millonarias individuales de todos los tiempos. El 13º single, "Yuuwaku", lideró el ranking Oricon único anual en 1998.
En 1999, su 16º single "Winter, again" fue #2 del año y ganó la 41ª Japan Record Awards "Grand Prix" , que es considerado el premio más importante de música japonesa. Sus discos fueron también de gran éxito; Pure soul (1998) y HEAVY GAUGE (1999), junto con el álbum recopilatorio DRIVE ~GLAY complete BEST~ (2000), vendieron más de dos millones y medio de copias cada uno.
El impacto de su popularidad fue tal que en 1998 el servicio telefónico de Japón estuvo temporalmente fuera de servicio debido al gran número de aficionados tratando de reservar las entradas para su próxima gira. Los Juegos Olímpicos de Invierno de 1998 se encontraban detenidos y la cobertura de prensa del acontecimiento se hizo caótica debido al incidente. En este período la banda ganó varios premios y ha establecido algunos récords. En 1997, el álbum Review ~Best of Glay~ permaneció durante cinco semanas en la posición superior de las listas de Oricon y se convirtió álbum más vendido de todos los tiempos en Japón, con casi 5 millones de copias (en la actualidad, se clasifica en #3, según Oricon). En 1999, su vídeo-single "Survival" vendió cerca de 900 mil ejemplares y es hasta el presente el mayor video/DVD en venta de todos los tiempos. En el mismo año, hicieron su primer "Expo" una serie de conciertos que con el tiempo serían clásicos de casi todos los años y que cada año baten récords de público. En su primer modelo, la audiencia ya era récord: 200.000 personas (ver "Glay Expo").
1999 fue el año en que Glay hizo su primera gira Dome Tour, Glay Dome Tour "Pure Soul" 1999. Así fueron la primera banda en tocar cinco días consecutivos con cinco conciertos en el "Dome". Este tour tuvo un total de quince actuaciones en cuatro sedes diferentes y atrajo a una audiencia total de 750.000 personas. Glay cerró el año de 1999 interpretando el concierto de The Millennium Eve - A Christmas Present for the people who love live a lot, un concierto conjunto con Luna Sea, el 23 de diciembre, y el Glay Countdown Live in Messe "Come Together", el 31 de diciembre.
Takuro describió la "Expo'99" como un sueño hecho realidad. Cuando fue lanzado el álbum HEAVY GAUGE, en octubre de ese año, Takuro escribió una entrada al diario en la página Web oficial de Glay que describía el álbum como una representación de sus sentimientos en ese momento. Sus sentimientos no eran de felicidad, sino de "vacío" y no saber qué hacer después de "haber echo todo" lo que deseaban. El álbum fue visto como un primer paso hacia una nueva dirección en la carrera de la banda y el grupo consideró disolverse durante el año 2000, después de lanzar su segundo álbum recopilatorio, que fue una sugerencia hecha por su compañera, la cantante Yuki Isoya, cuyo grupo Judy & Mary se había disuelto.

### 2001-2003
Después de este período de gran éxito y con un estilo bastante constante en su música, el trabajo de Glay dio un giro en 2001. Su álbum de ese año, ONE LOVE tiene sentimientos encontrados entre los fanes, debido a lo diferentes que era con sus obras anteriores: un sonido distinto, más pop y con toques experimentales, que si bien son comunes en la mayoría de las bandas maduras, siempre generan polémicas y disconformidad entre los fanes acérrimos. También contaban con canciones mezcladas con influencias reggae y Rythm & Blues.
Su álbum de 2002, UNITY ROOTS & FAMILY, AWAY, fue casi enteramente compuesto de canciones de ritmo lento y también elementos de otros tipos de música (gospel, rap y música tradicional de Okinawa). Este disco no fue bien recibido por la mayoría de los aficionados.
Pero a pesar de la recepción "en frío" de estas obras, la banda alcanzó el #1 en las listas con los dos discos. Glay siguió teniendo éxito con sus giras en Japón, aunque ellos no encontraban algo nuevo que los conforme, como expusieron en posteriores declaraciones a la prensa. Se encontraban en un momento de disconformidad con sus creaciones y querían progresar, innovar y sumar nuevos ritmos y melodías. Pronto tendrían la inspiración.
Pero igualmente seguían gozando de una popularidad enorme fuera de Japón. Así, en 2001, cuando los miembros visitaron Tailandia, Hong Kong, Taiwán y Corea para promover la Expo 2001 "Global Communication" y oficialmente invitar a artistas como Dome, Nicholas Tse, Mayday (banda) y Jaurim a participar en uno de los conciertos de la Expo. Al año siguiente, tocaron fuera de Japón por primera vez (sin contar un concierto en Hawái para los miembros de su fanclub) y tuvieron un lleno total en vivo para la audiencia de 35.000 personas en Pekín. El concierto fue el más caro de la historia de China. Glay también se reunió con el entonces presidente chino Jiang Zemin.
En 2003, comenzaron los nuevos aires firmando un contrato de transferencia de Pony Canyon a Toshiba, la transferencia más cara en la historia de Japón, en 4 millones de yenes. En virtud de la nueva empresa, Glay lanzó su primer DVD-single "Itsuka" y su primer B-Side álbum de compilación, Rare Collectives Vol.1 y Rare Collectives Vol.2. También en 2003, una galería de arte dedicada a Glay se abrió en su ciudad natal, Hakodate. "Art Style of Glay" se encuentra en la "Winner Hall", un edificio famoso en la ciudad que permaneció abierta hasta 2007.

### 2004: Décimo aniversario
En 2004, Glay hizo varias actividades para celebrar su décimo aniversario desde su debut. Como punto de partida para esta celebración, presentaron el concierto de Shock Rock vol. 3 en 2003. El nombre fue tomado de un festival indie, organizado por Glay en 1989, que había tenido dos ediciones. En marzo de ese año, lanzaron su 9º álbum de estudio, THE FRUSTRATED, y con el fin de promocionar el álbum la banda realizó la gira de Glay Concert Tour 2004 X-Rated y más tarde, en octubre, el Glay Arena Tour 2004 "THE FRUSTRATED" -extreme ".
El 27 de julio fue el concierto "pre-Expo" en el "Universal Studios Japan" y el 31 de julio realizaron la tercera edición de la "Glay Expo", que fue el principal acontecimiento del año por la banda. Tocaban para 100.000 personas cuando empezó a llover mientras Teru cantaba However, tuvieron que parar el concierto durante una hora, pero después todo terminó sin problemas. Al final del año se celebró el Countdown Live in Messe "Come Together", el 31 de diciembre, exclusivamente para el fanclub. Y así terminaron la fiesta por el año del 10º aniversario con el lanzamiento de la compilación de White Road -Ballad Best Singles- en enero de 2005 y con el 10th Anniversary Year Final GLAY DOME TOUR 2005 "White Road", que se cerró con el Glay 10th Anniversary Year Final Glay Osaka 4 Days Special 2005 "White Road".

### 2005-2006 - Glay: Re-Birth
En 2005, después de años de giras, la promoción, y la grabación, los cuatro tomaron un descanso. Su nueva versión solo como grupo fue el single "Scream", su primera obra colaboración, con el grupo pop y de baile de chicos, llamado EXILE. "Scream", que fue lanzado bajo el sello discográfico Exile's, fue el quinto single más vendido del año.
Durante ese tiempo, Jiro creó una banda lateral con Sawao Yamanaka guitarrista de The Pillows y el baterista de Straightener, Shinpei Nakayama, llamada The predators, en el verano de 2005. Se presentaron en los festivales de verano y lanzaron el mini-álbum de Hunting!. Teru y Hisashi formaron un grupo llamado Rally con el baterista de The Mad Capsule Markets y el bajista Koji Ueno de Thee Michelle Gun Elephant. Ellos hicieron un cover de Buck-Tick "Aku no Hana", como parte de un CD tributo.
Aunque se creía que Glay tomó este lapso de tiempo para separarse temporalmente como grupo y tomar un descanso, más tarde se informó en la prensa que la banda se había separado de su antigua agencia, Unlimited Group. Las razones fueron claras, pero el evento logró retrasar el trabajo de la banda. La información sobre el episodio ha sido siempre clara, ya que la banda solo se refiere a ella como una época en que "no se podía avanzar" y "tenían pensamientos de dejar todo". En octubre de 2005, en la revista Cyzo habían informado que Glay estaba con conflictos internos y que no querían hablar a los medios de comunicación.
En febrero de 2006, Glay terminó su silencio y se presentó dos días seguidos en vivo en el Zepp Tokyo y tres días de actuaciones en directo en el Nippon Budokan, titulado Rock 'n' Swindle, que fue producido como un evento independiente, fuera de cualquier discográfica. Aquí se supo entonces la verdad, más allá de los rumores de la prensa, Glay se hallaba disconforme con la empresa que manejaba sus asuntos y estaba trabajando de manera independiente. A continuación, tocaron muchas de sus viejas canciones y presentaron dos nuevas, escritas y compuestas como su nuevo sonido. Fue el comienzo de una campaña llamada "Re-Birth" para promover el regreso de la banda a la escena musical. Carteles de sus rostros que aparecen alrededor de la ciudad de Tokio y una película sobre el entierro del Glay "viejo" por el "nuevo" Glay fue mostrado en televisión durante los cortes comerciales. Takuro fundó su propia empresa, denominada Lover Soul, pero la banda firmó con Amuse, la empresa de Keisuke Southern All Stars de Kuwata, en 2006 hasta que se estableció la nueva oficina.
El 12 de julio de 2006, lanzaron un nuevo single titulado "G4" después de un año y siete meses fuera de los focos de luz, volviendo a sus raíces de rock and roll clásico, con nuevos sonidos electrónicos y el inconfundible ritmo "beatle", banda de la cual Takuro y Teru son fanes a muerte.
En el mes siguiente colaboraron con el exvocalista de BOOWY, Kyosuke Himuro en su single "Answer". En conjunto, realizaron "Kyosuke Himuro + Glay Swing Toxicomanías 2006", con "Answer" como una de las canciones. En agosto, Glay tocó en el concierto de Southern All Stars's de verano, en Mujintou, junto con varios artistas. En septiembre, el single "Natsuoto/Henna Yume-Thousand Dreams" fue lanzado, con Natsuoto como el tema principal del programa de televisión Koi suru Hanikami.
Después de la publicación de estos singles, se realizó un nuevo tour: el Rock 'n' Roll Swindle -Re-Birth- en noviembre de 2006 y principios de 2007.
La banda había renacido.

### 2007-2008
El 31 de enero de 2007 Glay lanzó su décimo álbum de estudio completo, Love Is Beautiful, que contenía 14 temas y alcanzó el lugar #1. Este fue su décimo álbum en llegar a este puesto y, hasta ese momento, Glay había sido la banda masculina con mayoría de álbumes #1 en Japón, pero más tarde ese año Mr. Children les sacaría el trono. Después del lanzamiento de este disco hicieron su gira correspondiente, bajo el título del álbum.
Aunque no había mucho para promover, Glay realizó una actividad muy intensa en vivo. Durante el verano de 2007, se presentaron en el 15th Anniversary Cue Music Jam-Boree, el 1 de julio y produjeron el live Rock Shock Vol. 4, el 23 de agosto de 2007. Se revive parte de los proyectos: la banda de Jiro, The predators, realizado en el Rising Sun Rock Festival en Ezo el 17 y 18 de agosto , mientras que Teru y Hisashi en la banda lateral, Rally, realizado en el Buck-Tick Fest 2007 en septiembre. Glay también realizó la Highcommunications Tour 2007-2008, de noviembre de 2007 a marzo de 2008.
A partir de 2008, el grupo continuó la serie de shows con los conciertos Rock Shock vol. 5, en el Zepp Fukuoka, el 19 de abril y la AP Bank Fest '08, el 19 y 20 de julio. En agosto, se presentó por primera vez en los Estados Unidos con la gira de Verb tour 2008 in U.S., la cual se celebró en The Fillmore en San Francisco, el 12 de agosto, y en el House of Blues, en Los Ángeles, el 15 y 15 de agosto de 2008. Habían debutado con mucho éxito en el continente americano, si bien no fueron los primeros, fueron los mejor recibidos hasta entonces.
El 21 de septiembre, la banda apareció en un concierto de Kyosuke Himuro celebrado en Hokkaido.
En diciembre, el grupo continuó su Glay Verb Tour en Japón, con cuatro conciertos en Zepp Sendai, Zepp Osaka, Zepp Nagoya y Zepp Tokyo únicamente para miembros de su fanclub. El 30 y 31 de diciembre se presentaron en el Glay Verb Tour Final "Come Together" 2008-2009 ", la tercera edición de su concierto de cuenta regresiva del fin del año. Otro clásico de la banda.

### 2009: Decimoquinto aniversario
En 2009, Glay celebra 15 años desde el lanzamiento de su single debut "Rain". En enero de 2009, la banda anunció varias actividades como giras de conciertos durante el año y dos conciertos especiales en el Nissan Stadium en agosto.
La primera versión conmemorativa fueron los seis temas del sencillo "SAY YOUR DREAM", el 4 de marzo de 2009. La canción principal es de 13 minutos de duración y es una canción acerca de la historia de Glay. Takuro informó que se acercaba a esta canción como el mensaje que le gustaría dejar si fuera a morir y que se necesitaron siete años para ser completada.
El vídeo promocional se dividió en dos partes. La primera de ellas comenzó a emitirse en los canales de televisión cinco días antes del lanzamiento del sencillo. La segunda parte sigue siendo accesible en Internet solo a través de un código de acceso, obtenida con la edición limitada del sencillo. En el mismo sitio hay un PV de la canción "Haru Made Wa". El single de Glay contiene la canción cover "The Meaning of Life" de la banda The Offspring.
Durante abril, la banda realizó cinco conciertos producidos por sus propios miembros, Glay Member Produced Live 2009 - The Great Vacation- extra-. El 8 y el 9 de abril, la banda tocó en dos conciertos del fanclub oficial de "Happy Swing", los miembros que también se han afiliado al club de fanes de más de 10 años en NHK Hall. Los conciertos fueron producidos por Takuro. Teru produjo una nueva edición de los "Boys Only Night Concert" (como lo había hecho en 1999), que se celebró en 13 de abril en el Studio Coast. Jiro produjo los "Pair Only Concerts", realizados el 15 de abril en la Sala de Osaka, y, el 17 de abril, Hisashi produjo "Resonance vol. 2", que fue difundido únicamente por Yahoo! Douga.
El 25 de mayo de 2009, Glay cumplió 15 años exactos desde su debut. La banda festejó lanzando el single "I am XXX". La canción fue usada como tema principal de la película "Blood: The Last Vampire" en Asia, elegido por el productor Bill Kong. El 10 de junio de 2009, Glay lanzó la colección de grandes éxitos The Great Vacation Vol. 1: Super Best of Glay, un CD triple que contiene la mayoría de sus singles lanzados después de 2000 y una nueva versión grabada de "Yuuwaku" en el primer CD, mientras que el tercer CD se compone sobre todo de temas inéditos.
Durante el período comprendido entre el 15 de junio y 6 de julio la banda tuvo el Tour Hall Glay 2009 - The Great Vacation, antes de la fecha de sus dos conciertos, Glay 15th Anniversary Special Live 2009 "The Great Vacation in Nissan Stadium", celebrada el 15 y 16 de agosto, que reunió a un total de 150 mil personas y se dice que ha costado 150 millones de yenes.
En septiembre, Glay regresó a los EE. UU. y celebró "The Great Vacation U.S. Tour" en California. La banda tocó en The Fillmore, en San Francisco, el 9 de septiembre y en el House of Blues el 11 y 12 de septiembre.
El 21 de octubre de 2009, Glay dio a conocer la segunda parte de su colección de grandes éxitos The Great Vacation Vol. 2: Super Best of Glay. Otro CD triple con éxitos que abarcan desde 1994 hasta el 2000 y re-versiones grabadas de "Acid Head", "Shuuter Speeds no Teema", "Two Bell Silence" y "BURST", así como una remasterización de la mayor cantidad de pistas. El tercer disco es otra colección de canciones inéditas.
El 22 de octubre de 2009, un tribunal de Tokio se ha pronunciado en favor de Glay sobre la propiedad de 147 canciones y ordenó a Unlimited Records pagarles 670 millones de yenes por regalías por contrato remunerado y abuso de las grabaciones. Este juicio se había iniciado en 2005, cuando habían dejado de pagarle las regalías a Glay por la finalización de su contrato con la empresa.

### 2010: GLAY establece su propio sello
La banda da a conocer su segundo single digital de nombre Let Me Be, lanzado a la venta el 24 de febrero y contiene la canción Let me be en vivo en el concierto del 31 de diciembre de 2009 GLAY - Arena Tour 2009 Countdown 2009-2010.
El 1 de abril de 2010, GLAY lanza "Apologize", su 3º single digital, esta vez gratuito que, según Takuro, fue una señal de agradecimiento a los fanes. En junio, la banda anunció la creación de su propio sello, Loversoul Música & Associates. Su primer trabajo bajo su nuevo sello es el single "Precious", que salió a la venta el 8 de septiembre
El 13 de octubre lanzaban su décimo álbum de estudio titulado GLAY, que rápidamente alcanzó el puesto número 1 en el ranking de Oricon y logró quedarse en la lista por más de 11 semanas.
En noviembre empiezan una nueva gira por Japón con un total de 21 conciertos y finalizando en 2011. Incluyendo, entre otros, 2 días seguidos en el Budokan y lo mismo para el Saitama Super Arena. El nombre del tour es Rock around the world GLAY Live tour 2010-2011.

### 2011: nuevos lanzamientos
El mismo 1 de enero de 2011, GLAY sorprendía anunciando sus próximo lanzamientos mediante su página web, se trata nada menos que de 2 nuevos compilados de un nombre ya conocido: rare collectives vol.3 y rare collectives vol.4. Continuando la línea de rare collectives vol.1 y rare collectives vol.2 lanzados en el año 2003. Saldrán a la venta el 9 de marzo, cada álbum traerá 2 CD y 1 DVD, los CD se compondrán de canciones inéditas y ya conocidas, y los DVD mostraran partes del GLAY CONCERT TOUR 2004 X-RATED y del ROCK SHOCK vol.4.
El 5 de mayo lanzaron su 4º digital single de nombre "Thank you for your love", canción compuesta por Teru tiempo después del devastador terremoto de Japón. Claramente en agradecimiento a sus fanes por el apoyo brindado; también Takuro hizo notar esto con un video mensaje de él que apareció en el myspace de la banda, donde, y por primera vez en inglés, agradece a todos los fanes de GLAY de todo el mundo el apoyo y las contribusiones que fueron y siguen siendo mandadas a Japón.
El 25 de mayo, la banda lanza el DVD "ROCK AROUND THE WORLD 2010-2011" con el último concierto de la gira realizado en el Saitama Super Arena. El concierto también será lanzado en formato Blu-ray.
El 30 de julio se celebró el HAPPY SWING 15th Anniversary SPECIAL LIVE ～We Love Happy Swing～ un concierto especial dedicado al fanclub oficial de la banda, HAPPY SWING que festejaba su decimoquinto aniversario. Tocaron las 10 primeras canciones de una lista pedida por los mismos fanes y las 12 restantes las tocaron como habían acordado ellos antes, incluyendo dos covers, el primero fue Isshoku de Mika Nakashima y el segundo cover fue Love so sweet de la banda Arashi
Aprovechando las celebraciones del fan club, la banda anuncia el lanzamiento de tres singles, la primera de sus propias canciones desde "Thank you for your love" en abril. El primero de los sencillos, de hecho, se tratará de cuatro canciones.
Titulado G4 II - THE RED MOON, el single sigue el concepto del sencillo G4, lanzado en 2006, pero de una manera más enfática, teniendo en cuenta que cada canción fue compuesta por cada miembro, la primera vez que el grupo funciona de esta manera en un sencillo.
El single también inaugurará la tienda en línea de la propia banda, el G-DIRECT. Los otros dos singles serán lanzado en noviembre y diciembre, y estará disponible en todas las tiendas, como de costumbre.
No fue su único anuncio, ya que también daban a conocer el nombre de su próximo tour: GLAY HIGHCOMMUNICATION TOUR 2011-2012 "RED MOON & SILVER SUN", que comenzará en octubre.
El 16 de noviembre sale a la venta el segundo de sus tres lanzamientos consecutivos, My Private "Jealousy", es el single número 44 de la banda. Existen versiones de CD y CD+DVD, el CD contiene 3 canciones, una de ellas es un cover en vivo del Opening de la serie anime Neon Genesis Evangelion. El DVD tiene algunas partes del live "We Love Happy Swing LIVE in MAKUHARI".
Al día siguiente del lanzamiento de este single, la banda realizó una transmisión en vivo en simultáneo por Ustream, YouTube y Nico Nico Douga (fueron la primera banda en hacerlo en los tres sitios a la vez), que llamaron 「My Private "Jealousy"」～GLAY DIRECT TALK～.
Finalmente el 14 de diciembre sacaban el tercero y último de sus lanzamientos seguidos, de nombre Hope and The Silver Sunrise, un Mini Álbum Navideño en este caso. Que salía el mismo día que los DVD y BluRay completos del HAPPY SWING 15th Anniversary SPECIAL LIVE ～We Love Happy Swing～. El álbum incluye 5 canciones, entre ellas Time for Christmas con la participación de JUJU como vocalista, también una nueva versión de Winter, again "Inspired by Hope and The Silver Sunrise". Igual que el mes anterior también se hizo una transmisión conmemorativa al día siguiente, 「Hope and The Silver Sunrise」～GLAY DIRECT TALK Vol.2～ se emitió igual por Ustream, YouTube y Nico Nico Douga.

### 2012
En 2012 GLAY hizo varios lanzamientos y grandes anuncios para el próximo año; el 23 de mayo salió a la venta el 45º single llamado Bible, con versiones en CD y CD+DVD que incluían 2 canciones nuevas más Thank you for your love, que compuso Teru el año anterior por las víctimas del terremoto en Japón. El mismo día lanzaron también dos Blu-ray de los conciertos de 2009, GLAY 15th Anniversary Special Live 2009 THE GREAT VACATION in NISSAN STADIUM DAY 1 “ROCK” y GLAY 15th Anniversary Special Live 2009 THE GREAT VACATION in NISSAN STADIUM DAY 2 “LOVE”. Acompañado del lanzamiento del sencillo, se realizó el evento en directo 「Bible」 ～GLAY DIRECT TALK vol.3～, que se transmitió al igual que los anteriores, a través de Ustream, YouTube y Nico Nico Douga.
El 25 de agosto sale a la venta GLAY HIGHCOMMUNICATIONS TOUR 2011-2012 “RED MOON & SILVER SUN” FINAL AT BUDOKAN & DOCUMENT OF HCS, en formato DVD y Blu-ray; con el último Budokan de la banda y material extra grabado de la gira en Japón, que abarcó 51 conciertos y duró 6 meses.
En julio la banda realizó dos presentaciones especiales, como parte del HOTEL GLAY, THE SUITE ROOM , los días 28 y 29. El primer día se llamó GLAY STADIUM LIVE 2012 THE SUITE ROOM in OSAKA NAGAI STADIUM Super Welcome Party y el segundo GLAY STADIUM LIVE 2012 THE SUITE ROOM in OSAKA NAGAI STADIUM Big Surprise Party, en el cual como indica su nombre, dieron a conocer 7 Grandes Sorpresas:
- El lanzamiento de dos nuevos singles para fin de año, JUSTICE [from] GUILTY y Unmeiron.
- El lanzamiento simultáneo del 11º álbum, JUSTICE y el 12º álbum, GUILTY.
- Una gira por el país que comenzaría en febrero de 2013.
- Una gira por el extranjero en la primavera de 2013.
- Un concierto al aire libre a realizarse en Hakkodate, para el verano de 2013.
- Concierto celebración por los 20 años de la banda.
- GLAY EXPO 2014.

Finalmente el 5 de diciembre se lanzaron los dos nuevos singles, más dos DVD y un Blu-ray. El single número 46, JUSTICE [from] GUILTY, fue compuesta por Hisashi, en tanto el 47º single, Unmeiron, fue compuesto por Jiro. Los dos DVD y el Blu-ray que salieron fueron de los dos días del HOTEL GLAY.
El último anuncio del año fue el de la gira que comenzaría en febrero, posterior al lanzamiento de los dos nuevos álbumes, GLAY ARENA TOUR 2013 JUSTICE & GUILTY será el nombre y se espera que no sea solo en Japón, sino también en partes de Asia, Europa y América.

## Miembros

### Miembros principales
Todos los miembros han nacido en Hakodate, Hokkaido, excepto Hisashi, que nació en Hirosaki, Aomori. Cuando estaba en la escuela primaria, se trasladó a Hakodate.
- Takuro: nombre real Takuro Kubo: guitarra (líder y principal compositor)
- Teru: nombre real Teruhiko Kobashi: voces
- Jiro: nombre real Yoshihito Wayama: bajo
- Hisashi: nombre real Hisashi Tonomura: guitarra

### Miembros de soporte, anteriores y actuales
- Akira : batería (1993–1994)
- Nobumasa : batería (1994–1995)
- Sakuma : nombre real Masahide Sakuma : guitarra, teclados, productor (mid-1994–presente)
- Toshi Nagai : nombre real Toshimitsu Nagai : batería (1995–presente)
- D.I.E. : nombre real Daijiro Nozawa : teclados (1995–1998)
- Shige : nombre real Shigeo "sk55" Komori : teclados (1998–2004)
- Yuta : nombre real Yuta Saitou : teclados (2004–2005)
- Seiichiro Nagai: teclados (2007–presente)

## Nombre
Oficialmente, el nombre de "Glay" es una deliberada falta de ortografía de la palabra "gris" y representa el estilo de música que quería tocar: una mezcla entre el rock (negro) y pop (blanco). Sin embargo, se cree por muchos que hablan inglés residentes de que la ortografía del nombre de la banda de hecho puede haberse debido a un error genuino, y la razón oficial fue decidido solo en retrospectiva. En apoyo de esta, señalan que confundir la R y L es un error muy común entre personas de habla japonesa al expresarse en otro idioma (particularmente el inglés), porque el idioma japonés no distingue entre los morfemas líquidos retroflejo ("r") y lateral ("l").

## GLAY Expo
De vez en cuando, no en una base regular, GLAY mantiene una exposición y un concierto denominado GLAY Expo, que siempre es costoso y produce mayor cantidad de personas que atrae a sus conciertos en estadios normales. La primera edición del evento se celebró el 31 de julio de 1999. La Expo GLAY '99 - Survival en Makuhari Messe, reunió a un público total de 200.000 personas, convirtiéndose en el mayor concierto jamás realizada por un acto único en Japón, certificado por el Guinness World Records.
La segunda edición se celebró en 2001. GLAY Expo 2001 - Global Communication se dividió en cuatro funciones: dos en Tokio, uno en Ishikari (Hokkaido), y toda la noche de rendimiento a largo en Fukuoka, que aparecen artistas Dome, de Tailandia, Nicholas Tse, de Hong Kong, Mayday, de Taiwán, Jaurim, de Corea, y The D.e.p., un grupo formado por el productor de GLAY Masahide Sakuma, cantante taiwanés Vivian Hsu, Gota Yashiki, Masami Tsuchiya y Mick Karn. Esta Expo acumulado una audiencia total de más de 280.000. El concierto en Ishikari tenía parte de su combustible generado de dispositivos generadores de energía solar y energía eólica está representada en un stand.
GLAY Expo 2004 in Universal Studio Japan - The Frustrated celebró su décimo aniversario, y se llevó a cabo en el estacionamiento de Universal Studios Japón, vendiendo las 100.000 entradas en menos de 15 minutos.

## Trabajos humanitarios y ambientales
Además de actuar en festivales benéficos como el "Red Ribbon Live" (Teru en el que ha participado desde 2005), la White Band Fez en 2005, la "Re-style Live" (organizada por la Hisashi Yamada DJ) y el "ap bank fes". En 2008, Glay, especialmente Teru y Takuro, han estado participando activamente en diferentes causas.
En 2001, Takuro junto con Ryuichi Sakamoto comenzó a trabajar en "Artists Power", una organización de artistas que quieren ser partícipes activos en la investigación sobre energías renovables y cuidados del medio ambiente. "Ap Bank", que fue fundada por Atsushi Sakurai, Takeshi Kobayashi y Ryuichi Sakamoto, está vinculada a esta organización - "AP" significa tanto "Artistas Power" y "alternativas de energía". Los dos comenzaron a hablar de este proyecto, cuando trabajaban en el proyecto de Sakamoto caridad Cero Minas Terrestres y la primera eventos relacionados con la pierna que se Ishikari Glay de la Expo 2001 (véase "Glay Expo").
Teru se ha comprometido con el "Red Ribbon Link Project" desde 2005 y se ha convertido en un vocero activo para el proyecto. En 2008, protagonizó una campaña de sensibilización sobre el VIH con carteles y un CM en el que ha probado su propia sangre.